# 弗利特伍德 (北卡羅萊納州)
弗利特伍德（英語：Fleetwood）是位於美國北卡羅萊納州阿什縣的非建制地區。

## 歷史
弗利特伍德的郵局自1898年營運至今。

## 地理
弗利特伍德所處的海拔為高於海平面876米（即2874英呎），而該地所採用的時區為UTC-5，即北美东部时区（EST）。同時該地設有夏令時間，為UTC-5調快一小時，即UTC-4（EDT）。